# Saloua Raouda Choucair
Saloua Raouda Choucair (en árabe:سلوى روضة شقير; Beirut, 24 de junio de 1916 – 27 de enero de 2017) fue una pintora y escultora libanesa. Se dice que fue la primera artista abstracta en el Líbano aunque no vendió ninguna de sus obras en su país hasta 1962.

## Trayectoria
Nació en el seno de una familia de médicos, abogados, ingenieros e historiadores. Su padre, Salim Rawda (1872-1917) expatriado en Australia, comerciaba con plantas medicinales y escribía manuscritos sobre sus valores terapéuticos. Cuando regresó al Líbano en 1910, conoció y se casó con la madre de Choucair, Zalfa Amin Najjar (1891-1995), estudiante entonces de Brummana High School y aficionada a recitar poesía. Tuvieron tres hijos: Anis (1911-1988), hombre de negocios y miembro del municipio de Beirut; Anissa (1913-2016) activista social; y la menor de los tres hijos, Choucair, que más tarde se convirtió en una de las figuras más destacadas del modernismo.
Cuando el padre de Choucair estaba en Damasco prestando el servicio militar contrajo la fiebre tifoidea y falleció. Viuda, la madre de Choucair tuvo que criar a tres hijos en circunstancias difíciles. La madre de la artista recibió una buena educación, era una experta oradora y poeta, perteneció a varias asociaciones de mujeres y recibió el medallón de la Escuela Secundaria Brummana al cumplir 100 años de edad. Choucair encontró inspiración en su madre. 
Para Saloua Raouda Choucair el arte ha sido desde siempre parte de su vida, para ella "el arte era innato". Desde una edad muy temprana creó numerosos objetos hechos a mano. Cuando se inscribió en la Escuela Ahlia en 1924, diseñó una gran cantidad de carteles escolares y fue conocida por producir caricaturas de sus maestros, algunas de los cuales se publicaron en el periódico de la escuela.
En una entrevista con Nelda LaTeef, Choucair relató como era su comportamiento en la escuela y se echó a reír, diciendo: "Para mi sociabilidad..., ¡pasé la mayor parte de mi tiempo en los pasillos!". Después de los estudios secundarios, Choucair asistió a la American Junior College for Women (actualmente Universidad Libanesa Americana) en 1934 y se graduó con un título en Ciencias Naturales en 1936. En 1942, Choucair tomó lecciones de arte con Omar Onsi durante tres meses, y esto fue la única educación formal en arte que había recibido hasta ese momento, habiendo aprendido casi todo lo demás de forma autodidacta.
Los viajes que realizó Choucair han influido directamente en su producción artística. En 1943, durante la Segunda Guerra Mundial, la artista viajó a Egipto para visitar sus museos, pero estaban cerrados, debido al clima de guerra de la época. Entonces, decidió caminar por las calles de El Cairo y visitar las mezquitas que encontró a su paso, experiencia que inevitablemente le impactó. "Fue emocionante! ¡Pensé que esto es verdadero arte! ¡Perdura!", refirió en su entrevista con LaTeef .
En un mundo con una industria tecnológica en rápido crecimiento, Choucair buscó refugio en el arte islámico y descubrió que era una forma de arte eterna a través de la cual ella podía desarrollar su amor por el arte y la arquitectura. "Es mi segundo amor", le dijo a LaTeef de la arquitectura, "Empecé como pintora y luego pasé a la escultura". La combinación de elementos arquitectónicos e islámicos se convirtió en el centro de su producción artística. Chris Dercon, exdirector de la Tate Modern, enfatiza el hecho de que la artista optó por poner en tela de juicio la visión unilateral y occidental que la gente suele tener cuando mira en el arte islámico. En su lugar, explora los principios del diseño islámico y la poesía árabe dentro de una lente artística modernista y no objetiva. Sus esculturas son precisas y geométricas, y le dice a LaTeef que su geometría se basa en las proporciones del círculo: "La esencia del arte árabe es el punto: desde el punto todo se deriva".
Después de su estancia de siete meses en El Cairo, Egipto, regresó al Líbano y comenzó a trabajar en la biblioteca de la Universidad Americana de Beirut (AUB) en 1945, realizando paralelamente cursos de filosofía e historia. Es aquí, donde conoce a Moustapha Farroukh, presidente del Art Club de AUB, que asistía a su clase de arte. En 1945, Farroukh publica uno de los dibujos de Choucair en el único número del club de Art Gazette.
En 1947 Choucair exhibe algunos de sus dibujos geométricos en acuarela en la Galería Cultural Árabe,muestra considerada como la primera exposición de pintura abstracta del mundo árabe.
En 1948, la artista viaja a París, inicialmente no conocía mucho sobre la escena artística global más allá del posimpresionismo, motivo por lo que deseaba ir allí, para empaparse de todo lo que había visto en las noticias a lo largo de los años. Y fue al visitar las galerías de arte y los museos donde se encontró con el arte abstracto por primera vez. Cuando llegó el momento de regresar al Líbano, decidió quedarse en París y se inscribió en la École Nationale des Beaux Arts. Durante su estancia de tres años y medio en la capital francesa, Choucair observó y contribuyó a la próspera escena artística de la región, uniéndose al estudio de Fernand Léger en 1949. Sin embargo, terminó dejando su estudio tres meses después al darse cuenta de que sus conceptos y métodos no coincidían con sus objetivos en la producción artística.
En 1950, fue una de las primeras artistas árabes en participar en el Salon des Réalités Nouvelles en París Antes de regresar al Líbano, tuvo su primera exposición en París en 1951 en la galería Colette Allendy y la muestra individual incluyó obras que había exhibido originalmente en Beirut, además de pinturas que produjo durante su estancia en París. La exposición fue mucho más exitosa que la de Beirut y los críticos de las revistas Art y Art d'Aujourd'hui revisaron con entusiasmo su trabajo. De hecho, la crítica de Art d'Aujourd'hui hizo una mención especial a su obra, comparando sus formas audaces con las de un "cantero" y escribió que "las paredes de la Galerie Allendy están a punto de estallar con la fuerza de las pinturas que cuelgan en ellas esta semana."
En 1953, se casó con el periodista Youssef Choucair, y tuvo una hija, Hala, también artista. En 1959 comenzó a concentrarse en la escultura, convirtiéndose en su principal interés a partir 1962. En 1974, la Asociación de Artistas Libaneses patrocinó una exposición retrospectiva honorífica de su trabajo en el Consejo Nacional de Turismo de Beirut. En 2011 se realizó una exposición retrospectiva organizada por Saleh Barakat en el Centro de Exposiciones de Beirut. Su obra de arte Poem está en préstamo en el Louvre Abu Dhabi.
Choucair cumplió la centena en 2016, pero falleció en enero de 2017. Su hermana mayor, fue abanderada de los derechos de las mujeres, Anissa Rawda Najjar y vivió durante casi 103 años. Su trabajo ha sido considerado como uno de los mejores ejemplos del espíritu de abstracción característico del arte visual árabe, completamente desconectado de la observación de la naturaleza e inspirado en el arte geométrico árabe.

## Reconocimientos
- En 1963 recibió el Premio del Consejo Nacional de Turismo por la ejecución de una escultura de piedra para un espacio público en Beirut.[15]
- En 1985 ganó el premio de la Unión General de Pintores Árabes.[10]
- En 1988 el gobierno libanés le otorgó una medalla.[10]
- Recibió en 2014 un doctorado honorario de la Universidad Americana de Beirut.[16]
- El 24 de junio de 2018, Google Doodle conmemoró los 102 años de Saloua Raouda Choucair.[12]

## Exposiciones

#### Individuales
- "Saloua Raouda Choucair: The Meaning of One, The Meaning of the Multiple", Mathaf: Arab Museum of Modern Art, Doha, 2015, curated by Laura Barlow.
- Noble Forms, Salwa Raouda Choucair, Maqam Art Gallery, Beirut, 2010.[17]
- Retrospective. Salwa Raouda Choucair, Beirut Exhibition Center, 2011.[18]
- Saloua Raouda Choucair, Tate Modern, 2013.[12][12]

#### Colectivas
- The Road to Peace, Beirut Art Center, 2009.[19]
- Art from Lebanon, Beirut Exhibition Center, 2012.[20]